# Skumdämpare
En skumdämpare, ett antiskumningsmedel eller skumdämpningsmedel, är ett kemiskt additiv (tillsatsmedel) som minskar eller hämmar skumbildning i vätskor som används i industriella processer. Skumdämpare används normalt för att öka processhastigheten och reducera andra problem som skum kan förorsaka, till exempel ytskum och luftinneslutning.

## Egenskaper
I allmänhet är en skumdämpare olöslig i det skummande medlet och har ytaktiva egenskaper. Den har affinitet till luft/vätskans yta, där den destabiliserar skumlamellerna. Detta gör att skumbubblor spricker och skummet bryts ned. Inneslutna luftbubblor strävar efter att sammanhopas (agglomereras) och bli större, eftersom de på så sätt stiger snabbare till vätskans yta.

## Industriella problem med skum
Ytskum är den form av skum som är lättast att observera. Det är också normalt lätt att kontrollera. Ytskum kan orsaka problem med vätskenivån och medföra att vätskan flödar över. Det leder till att processhastigheten måste sänkas och tillgängligheten till processutrustningen blir lägre på grund av rengöring och underhåll.
Innesluten luft kan vara svår att upptäcka med blotta ögat, men går att övervaka med densitetsmätningar. Det kan ge högre vätskenivåer och minska kapaciteten hos pumpar och lagringstankar. Innesluten luft kan också leda till oönskad flotation av föroreningar som i sin tur ökar risken för fällning. Processer där dränering är en viktig komponent kan också försvåras av innesluten luft.

## Kemi
Tidiga typer av skumdämpare i industriella processer var diesel, mjölk och motsvarande lättillgängliga produkter.

### Oljebaserade skumdämpare
Använder olja som bärarmolekyler. Det kan röra sig om mineralolja, vegetabilisk olja, teknisk vit olja eller en annan olja som är olöslig i det skummande medlet, förutom silikonoljor. En oljebaserad skumdämpare innehåller också ett vax och/eller hydrofobiserad kiselsyra. Typiska vax är etylenbisstearamid (EBS), paraffinvax, estervax och fettalkoholvax. Det kan också användas i svårlösliga fettsyrasalter som aluminiumstearat, kalciumstearat, etc. Oljebaserade skumdämpare tillsätts också ofta i tensider för att förbättra emulgeringen och spridningen i det skummande medlet.
Den här typen av skumdämpare är effektiva för att eliminera ytskum.

### Pulverskumdämpare
Pulverskumdämpare är i princip oljebaserade skumdämpare adsorberade på en partikelbärare som kiselsyra. Dessa används ofta i pulverprodukter som cement, putsbruk och tvättmedel.

### Vattenbaserade skumdämpare
Vaxer dispergerade i vatten. Vaxet måste vara olösligt i den skummande vätskan. Oftast är vaxet motsvarande de som används i oljebaserade skumdämpare.
Vattenbaserade skumdämpare är normalt ventilatorer, det vill säga de är bäst på att avlägsna innesluten luft.

### Silikonbaserade skumdämpare
Skumdämpare med en silikonblandning som aktivt innehållsämne. Leveransvätskan kan vara en olja eller emulsion. Silikonblandningen består av hydrofobiserad kiselsyra dispergerad i en silikonolja. Emulgeringsmedel tillsätts för att tillse jämn spridning av silikonet i det skummande medlet. Andra vanliga tillsatser är silikonglykoler och/eller andra modifierade silikonvätskor. Det här är extra kraftiga skumdämpare med god effekt på både ytskum och innesluten luft.
Silikonbaserade skumdämpare lämpar sig också väl för ej vattenburna (lösningsmedelsburna) tillämpningar som råolja och oljeraffinering. För särskilt svårlösliga system kan fluorsilikoner ha god effekt.

### EO/PO-baserade skumdämpare
Innehåller EO/PO-kopolymerer. De levereras som oljor, vattenlösningar eller vattenbaserade emulsioner. EO/PO-kopolymerer har normalt goda dispergerande egenskaper och är därför ofta väl lämpade för fällningsproblem.

### Alkylpolyakrylater
Alkylpolyakrylater är användbara som skumdämpare i lösningsmedelsbaserade system där avluftningen är viktigare än ytskum. Sådana skumdämpare levereras gärna med en bärare i form av ett lösningsmedel som till exempel petroleumdestillat.

## Testmetoder
Skumdämpare kan testas på flera olika sätt.
Enklast är att se på ytskummet. Allt som behövs är ett system med skumbildning. Ytskum kan uppstå vid skakning, rundpumpning, inblåsning av luft och liknande. Till systemet tillsätts en skalmätare för att observera skumhöjden.
Innesluten luft kan mätas exempelvis med ett rundpumpningssystem med en monterad densitetsmätare som kan registrera ändringar i vätskans täthet över tiden.
Dränering kan testas med ett filtersystem och mäta tiden det tar att dränera vätskan genom filtret. Filtret kan till exempel tryck- eller vakuumsättas.

## Industriell användning
Skumdämpare används i många industriella processer och produkter, till exempel vid framställning av cellulosa och papper, målning, reningsverk, petroleumframställning, inom livsmedelsindustrin, osv.